# Christiane Tramitz
Christiane Tramitz, geborene Doermer (* 13. Februar 1959 in München), ist eine deutsche Publizistin. Sie ist Gründerin und Geschäftsführerin der Firma HumanLink, die Fragen der Kultur- und Konsumentenforschung mit Hilfe von Erkenntnissen und Methoden der Verhaltensforschung untersucht.

## Berufsweg
Christiane Tramitz ist die Tochter des Schauspielers und Filmemachers Christian Doermer und der Autorin Lore Doermer, geb. Schmidt-Polex. Sie war in erster Ehe mit dem Schauspieler Christian Tramitz verheiratet.
Nach einem heilpädagogischen Praktikum studierte sie Psycholinguistik an der Universität München. Während des Studiums absolvierte sie unter anderem Praktika am Max-Planck-Institut für Psychiatrie. Unmittelbar nach ihrem Abschluss begann sie 1984 mit ihrer Tätigkeit als selbständige Sprachtherapeutin. Ihre Erfahrungen bei der Heilung von schwer sprechgestörten Kindern beschrieb sie in ihrem Buch Olaf – Kind ohne Sprache.
1989, nach der Promotion zum Dr. phil., wechselte Christiane Tramitz an die Forschungsstelle für Humanethologie der Max-Planck-Gesellschaft in Andechs. Dort leitete sie als wissenschaftliche Mitarbeiterin von 1989 bis 1993 mehrere Projekte mit Schwerpunkt nonverbale Kommunikation. Von 1994 bis 1998 setzte sie sich in mehreren Projekten, die von der Bundesregierung und der Europäischen Kommission unterstützt wurden, mit dem Zusammenhang von Kommunikationsstörungen und gewalttätigem Verhalten bei Jugendlichen und jungen Erwachsenen auseinander.
2003 gründete sie in Berlin die Firma HumanLink, die wissenschaftlich und beratend im Wirtschafts- und Medienbereich tätig ist. Als Publizistin veröffentlichte Christiane Tramitz zahlreiche Sachbücher, Fachartikel und Reportagen.
Außerdem schrieb sie mehrere Kriminalromane.

## Preise
Für ihren Beitrag „Zerrupfte Paradiesvögel“ (Süddeutsche Zeitung, 2. Januar 2003) wurde sie mit dem Karl-Buchrucker-Preis ausgezeichnet.

## Buchveröffentlichungen
- Auf den ersten Blick: Die Bedeutung der ersten dreißig Sekunden einer Begegnung von Mann und Frau. Westdeutscher Verlag, Opladen 1990, ISBN 3-531-12121-9.
- Olaf – Kind ohne Sprache. (mit Gerd Kegel). Westdeutscher Verlag, Opladen 1990, ISBN 3-531-11865-X.
- Du und kein anderer. Biologische Aspekte der Partnerwahl. Econ, Düsseldorf 1992, ISBN 3-430-19126-2.
- Irren ist männlich. Weibliche Körpersprache und ihre Wirkung auf Männer. C. Bertelsmann, München 1993, ISBN 3-570-12035-X.
- Fremdenfeindlichkeit: Auf den Spuren extremer Emotionen. (mit Klaus Wahl und Jörg Blumtritt). Leske + Budrich, Opladen 2001, ISBN 3-8100-3137-2.
- Unter Glatzen. Meine Erfahrungen mit Skinheads. Droemer Knaur, München 2001, ISBN 3-426-27242-3.
- Kindergeheimnisse. Die verborgene Welt der Elf- bis Achtzehnjährigen. Droemer Knaur, München 2003, ISBN 3-426-27281-4.
- Kein Zutritt. Was Teenager ihren Eltern nie erzählen. Droemer Knaur, München 2008, ISBN 978-3-426-77884-5.
- Ich und die anderen. Als Selbst-Entwickler zu gelingenden Beziehungen. (mit Jens Corssen). Knaur, München 2014, ISBN 978-3-426-65541-2.
- Dieses schöne Scheißleben. (mit Benjamin und Sebastian Podruch). Orell Füssli, Zürich 2017, ISBN 978-3-280-05629-5.
- Harte Tage, gute Jahre. Die Sennerin vom Geigelstein. Droemer Knaur, München 2017, ISBN 978-3-426-21431-2.
- Die Schwestern von Marzahn. Vom Leben ganz unten. Ludwig, München 2019, ISBN 978-3-453-28116-5.
- Das Dorf und der Tod. Kriminalroman nach einer wahren Begebenheit. Ludwig, München 2021, ISBN 978-3-453-28124-0.